# Rocky (franchise)

Logo del franchise

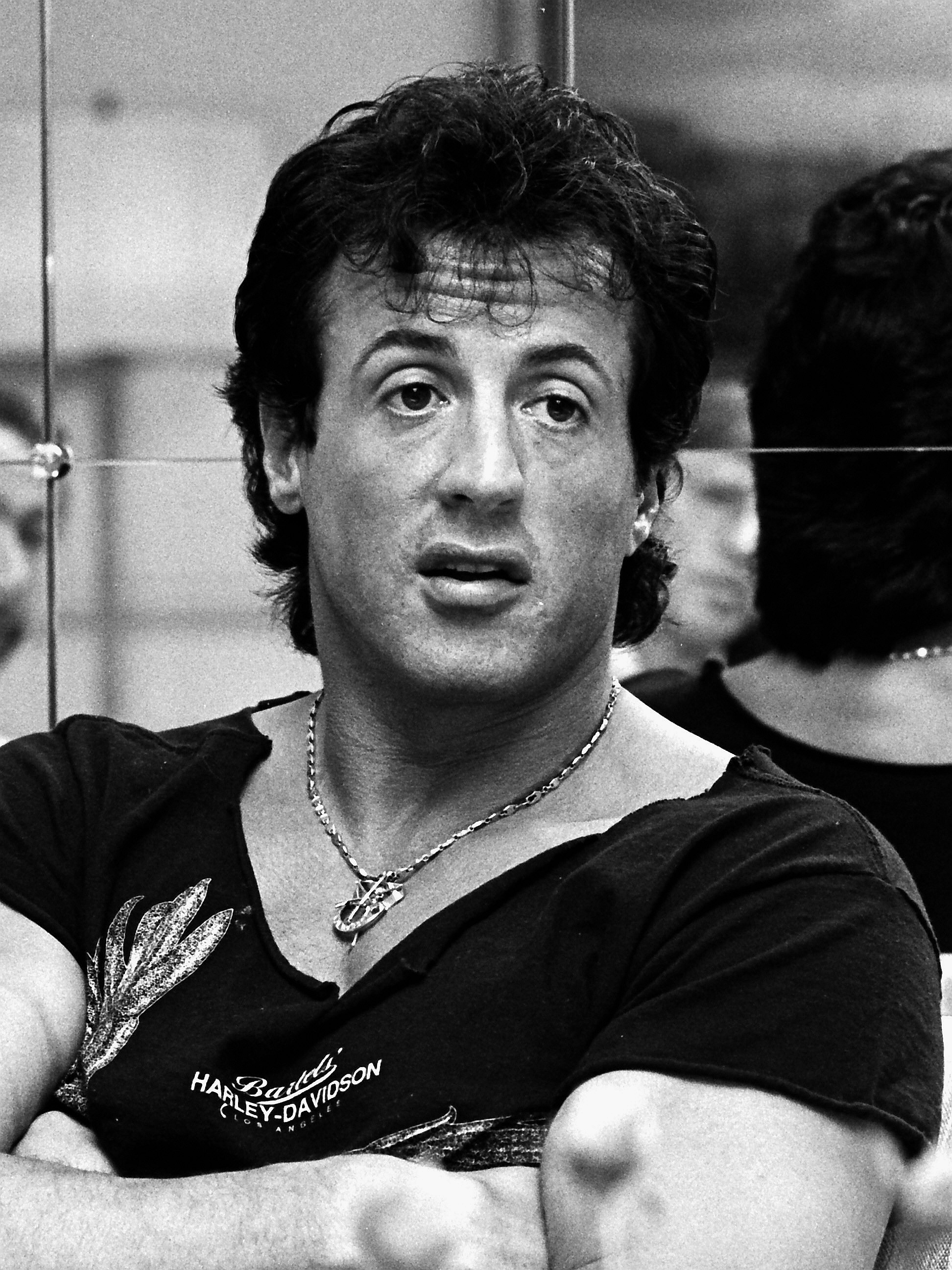
Sylvester Stallone, interprete di Robert "Rocky" Balboa

Rocky è un franchise e saga cinematografica sul pugilato che narra le gesta del personaggio cinematografico Rocky Balboa, ideato e interpretato da Sylvester Stallone.
La saga si sviluppa in un arco temporale che va dal 1976 al 2023.
L'intera saga fu distribuita nelle sale cinematografiche dalla United Artists.

## Film
| Film                        | Data di uscita USA | Regia              | Sceneggiatura                   | Produttori |
| Rocky                       | Rocky              | Rocky              | Rocky                           | Rocky |
| --------------------------- | ------------------ | ------------------ | ------------------------------- | --- |
| Rocky                       | 3 dicembre 1976    | John G. Avildsen   | Sylvester Stallone              | Robert Chartoff, Irwin Winkler |
| Rocky II                    | 15 giugno 1979     | Sylvester Stallone | Sylvester Stallone              | Robert Chartoff, Irwin Winkler |
| Rocky III                   | 28 maggio 1982     | Sylvester Stallone | Sylvester Stallone              | Robert Chartoff, Irwin Winkler |
| Rocky IV                    | 27 novembre 1985   | Sylvester Stallone | Sylvester Stallone              | Robert Chartoff, Irwin Winkler |
| Rocky V                     | 16 novembre 1990   | John G. Avildsen   | Sylvester Stallone              | Robert Chartoff, Irwin Winkler |
| Rocky Balboa                | 20 dicembre 2006   | Sylvester Stallone | Sylvester Stallone              | Charles Winkler, David Winkler, William Chartoff, Kevin King Templeton                                                                                        |
| Creed                       |                    |                    |                                 | |
| Creed - Nato per combattere | 25 novembre 2015   | Ryan Coogler       | Ryan Coogler, Aaron Covington   | Sylvester Stallone, Robert Chartoff, William Chartoff, Kevin King Templeton, David Winkler, Irwin Winkler                                                     |
| Creed II                    | 21 novembre 2018   | Steven Caple Jr.   | Sylvester Stallone, Juel Taylor | Sylvester Stallone, Kevin King Templeton, Charles Winkler, William Chartoff, David Winkler, Irwin Winkler                                                     |
| Creed III                   | 3 marzo 2023       | Michael B. Jordan  | Keenan Coogler, Zach Baylin     | Ryan Coogler, Sylvester Stallone, Michael B. Jordan, Irwin Winkler, Charles Winkler, William Chartoff, David Winkler, Kevin King-Templeton, Jonathan Glickman |

### Rocky

#### Rocky(1976)
1975-1976. Rocky Balboa è un anonimo pugile italo-americano trentenne di Filadelfia che pare non riesca a sfondare a causa della sua scarsa applicazione. Un giorno però viene scelto per sfidare il campione del mondo Apollo Creed: questi, infatti, insoddisfatto degli avversari che gli vengono proposti, decide di dare ad uno sconosciuto la possibilità di lottare per il titolo in occasione del bicentenario della nascita degli Stati Uniti.
In un incontro che tutti pensano sia solo un'esibizione, Rocky invece vede l'occasione di riscattare la propria insoddisfacente vita e di non essere più "soltanto un bullo di periferia", iniziando così ad allenarsi duramente sotto la guida del burbero Mickey, l'affetto e l'amore di Adriana e il sostegno di Paulie, suo migliore amico e fratello di Adriana.
Rocky riesce a mandare al tappeto il campione ed a resistergli per tutti i quindici round, impresa mai riuscita prima a nessuno, perdendo ai punti, ma guadagnandosi l'affetto degli spettatori e l'amore di Adriana, che gli dichiara per la prima volta i suoi sentimenti.

#### Rocky II(1979)
1976. Dopo lo storico incontro con Apollo, Rocky, che ha subìto un colpo violento all'occhio, decide di ritirarsi dalla boxe. Si sposa con Adriana, che presto lo renderà padre del piccolo Rocky Jr., e tenta la strada di una vita da normale lavoratore.
"Lo stallone italiano" ha tuttavia la boxe nel sangue e l'orgoglio ferito da Apollo Creed, che ha indetto una violenta campagna denigratoria nei confronti proprio di Rocky per spingerlo a combattere di nuovo con lui. I pesanti allenamenti "sudore e sangue" e l'impeto di riscattare le delusioni della vita, sommato alla nascita di suo figlio, gli daranno il coraggio di resistere di fronte al campione per una battaglia ancora più cruenta.
Così, dopo essersi allenato nuovamente al fianco di Mickey, Rocky affronta Apollo per tutti i quindici round, riuscendo a mettere il campione nuovamente in difficoltà. Alla fine sia Rocky che Creed vanno al tappeto, ma il primo riesce a rialzarsi prima dello scadere del tempo e soprattutto prima di Creed, diventando il nuovo campione del mondo e dedicando la vittoria alla moglie.

#### Rocky III(1982)
1981-1982. Rocky, ormai saziato dalle facili vittorie, dal successo e dai soldi conduce una vita da star imborghesita. Clubber Lang, un giovane pugile nero, è invece affamato come lo era Rocky prima di emergere. Questo porterà Clubber a spodestare Balboa, ma Rocky punto nell'orgoglio e negli affetti è pronto a tornare sul trono.

#### Rocky IV(1985)
1984-1985. Dall'Unione Sovietica arriva il "pugile perfetto" di nome Ivan Drago. Viene subito lanciata una sfida all'America.
Apollo Creed ritirato da anni, vuole riaprire la sua carriera affrontando in un incontro d'esibizione l'atleta sovietico, Rocky non vuole che il suo amico rischi così tanto, ma ogni parola è vana.

#### Rocky V(1990)
1986-1991. Dopo l'incontro con il russo Ivan Drago, Balboa è costretto per motivi di salute ad abbandonare la boxe. Anche i suoi beni sono dilapidati e così Rocky torna nel quartiere in cui viveva quando era sconosciuto. Un giovane promettente pugile, Tommy Gunn, gli chiede di fargli da manager. Rocky è entusiasta, vedendo in lui se stesso da giovane, ma dovrà fare i conti con il "dorato" mondo della boxe.

#### Rocky Balboa(2006)
2005-2006. Un Rocky vedovo non più giovane gestisce un ristorante, ha un rapporto conflittuale con il figlio, e vive nell'ombra di quello che è stato. Tutto questo lo porta a rimettersi di nuovo in gioco. Da una simulazione al computer con l'attuale campione del mondo, tornerà di nuovo sul ring.

### Spin-off

#### Creed

##### Creed - Nato per combattere(2015)
Il 24 luglio 2013 è stato annunciato che la MGM ha offerto al regista Ryan Coogler di dirigere uno spin-off della saga, dal titolo Creed - Nato per combattere e incentrato sul figlio illegittimo di Apollo Creed, Adonis Johnson, che ha come mentore il pugile, ormai in pensione, Rocky Balboa. Il ruolo del figlio di Creed è interpretato dall'attore Michael B. Jordan, mentre Sylvester Stallone riprende il ruolo del famoso pugile Rocky Balboa, in una sceneggiatura co-scritta da Ryan Coogler e Aaron Covington. Le riprese sono iniziate a gennaio 2015 a Filadelfia. La pellicola viene distribuita nelle sale cinematografiche statunitensi il 25 novembre 2015.

##### Creed II(2018)
Dopo gli eventi del film precedente, Creed è costretto a scontrarsi con il figlio di Ivan Drago, ex rivale di Rocky durante la guerra fredda.

##### Creed III(2023)
Adonis Creed deve confrontarsi con un vecchio amico di infanzia e ex promessa del pugilato, finito in prigione per difendere Adonis, quando erano ragazzi.

## Incassi
| Anno | Film                        | Budget      | Box office   | Box office | Box office   |
| Anno | Film                        | Budget      | Stati Uniti  | Italia     | Mondo        |
| ---- | --------------------------- | ----------- | ------------ | ---------- | ------------ |
| 1976 | Rocky                       | $900 000    | $117 235 147 | -          | $225 000 000 |
| 1979 | Rocky II                    | $7 000 000  | $85 182 160  | -          | $200 182 160 |
| 1982 | Rocky III                   | $17 000 000 | $125 049 125 | -          | $270 000 000 |
| 1985 | Rocky IV                    | $30 000 000 | $127 873 716 | -          | $300 500 000 |
| 1990 | Rocky V                     | $42 000 000 | $40 946 358  | -          | $119 946 358 |
| 2006 | Rocky Balboa                | $24 000 000 | $70 270 943  | $8 928 978 | $156 229 050 |
| 2015 | Creed - Nato per combattere | $35 000 000 | $109 767 581 | $6 041 276 | $173 567 581 |
| 2018 | Creed II                    | $50 000 000 | $115 715 889 | $8 300 000 | $214 215 889 |
| 2023 | Creed III                   | $75 000 000 | $156 248 615 | $3 180 608 | $275 248 615 |

L'intera saga di film su Rocky (esclusi i film Creed) è al 12º posto nella classifica dei più grandi incassi delle saghe del cinema, con un record di incassi totale, cinema ed home video insieme, di 2 965 471 850 dollari.

## Videogiochi
A Rocky furono dedicati diversi videogiochi.
- Rocky Super Action Boxing (1983) per ColecoVision, uscito circa un anno dopo il terzo film.
- Rocco (1985) per alcuni home computer, privo di licenza ufficiale; inizialmente il titolo era Rocky, ma in seguito a un'ingiunzione legale venne cambiato.
- Rocky (1987) per Sega Master System, il primo basato su tutti i precedenti film e comprendente anche le fasi di allenamento di Rocky.
- Rocky (2002) per PlayStation 2, Xbox, GameCube e (tecnicamente molto diverso) Game Boy Advance. All'epoca il mercato dei simulatori di boxe era dominato da Victorious Boxers e Knockout Kings, e sul piano tecnico degli incontri Rocky non cambiò questa situazione, ma riuscì comunque a ottenere un certo successo grazie all'ambientazione che riprende tutti gli eventi principali della saga.
- Rocky Legends (2004) per PlayStation 2 e Xbox, che ampliava la componente narrativa del precedente, includendo anche la storia degli avversari di Rocky.
- Rocky Balboa (2007) per PlayStation Portable e ispirato alla pellicola omonima, anch'esso con la possibilità di rivivere la carriera di Rocky, e con un sistema di combattimento basato sul supporto della visuale a spalla.
- Real Boxing 2: Creed (2015) per Android e iOS
- Big Rumble Boxing: Creed Champions (2021) per PlayStation 4, Xbox One, Switch e PC